# Монті Паттерсон
Монті Марк Паттерсон (англ. Monty Mark Patterson; нар. 9 грудня 1996, Окленд, Нова Зеландія) — новозеландський футболіст, нападник норвезького клубу «Генефосс».

## Клубна кар'єра
Народився 9 грудня 1996 року в місті Окленд. 2013 року переїхав до Великої Британії, де почав займатись у футбольній школі клубу «Іпсвіч Таун».
В липні 2016 року підписав професійний контракт з «Іпсвіч Таун». В жовтні того року був відданий в оренду команді «Брейнтрі Таун», а в грудні повернувся назад до Іпсвіча. Однак 9 лютого знову приєднався до «Брейнтрі Таун». Цього разу орендна угода була підписана на термін до кінця сезону. 17 травня 2018 року «Іпсвіч Таун» відмовився від послуг гравця.
Після короткого вояжу до США, де зіграв кілька матчів за «Оклахома-Сіті Енерджі», перейшов до норвезького «Генефосса».

## Виступи за збірні
Протягом 2015 року залучався до складу молодіжної збірної Нової Зеландії. На молодіжному рівні зіграв у 6 офіційних матчах, забив 4 голи.
2016 року дебютував у складі національної збірної Нової Зеландії у матчі проти Фіджі. Свій перший гол за збірну забив 11 жовтня того ж року у ворота США.
У складі збірної був учасником кубка націй ОФК 2016 року у Папуа Новій Гвінеї, здобувши того року титул переможця турніру, розіграшу Кубка конфедерацій 2017 року у Росії.

## Титули і досягнення
- Переможець Юнацького чемпіонату ОФК: 2013
- Володар Кубка націй ОФК: 2016